# The Tolkien Reader
The Tolkien Reader ist eine Zusammenstellung von einigen Werken des Autors und Philologen J. R. R. Tolkien die erstmals 1966 veröffentlicht wurden.

## Inhalt
Der Tolkien Reader beginnt mit einem einführenden Essay von Peter S. Beagle mit dem Titel Tolkien’s Magic Ring. Die erste Erzählung The Homecoming of Beorhtnoth Beorhthelm’s Son ist wie ein Theaterstück aufgebaut. Es folgen ein Essay Tolkiens mit der Überschrift On Fairy-Stories, die beiden Kurzgeschichten Leaf by Niggle und Farmer Giles of Ham sowie eine Sammlung von sechzehn Gedichten die unter dem Titel The Adventures of Tom Bombadil zusammengefasst sind.
Einige dieser Werke waren schon zuvor in gedruckter Form, jedoch nicht im Taschenbuchformat, erschienen, Ausnahmen sind das Essay von Beagle und die Erzählung über Beorhtnoth. Diese Veröffentlichung sollte die andere Seite von Tolkiens Tätigkeit zeigen, die nicht direkt mit Mittelerde in Zusammenhang stand. So sind das Essay über Fairy Stories und die Erzählung Leaf by Niggle bereits 1964 in dem Buch Tree and Leaf (Baum und Blatt) enthalten. Farmer Giles of Ham kam im Jahr 1949 in einer begrenzten Auflage und The Adventures of Tom Bombadil mit Illustrationen von Pauline Baynes 1962 erstmals heraus.
Tolkiens The Homecoming of Beorhtnoth Beorhthelm’s Son erschien erstmals 1953 in dem Journal Essays and Studies by Members of the English Association in gedruckter Form und 1966 im Tolkien Reader, es wurde jedoch nicht als Theaterstück aufgeführt. Es basiert auf dem Fragment des angelsächsischen Gedichts The Battle of Maldon und erzählt von einer Schlacht im Jahre 991 zwischen den Engländern (angeführt von Beorhtnoth, dem Herzog von Essex) und den Dänen, die in das Land eindrangen, um es zu besetzen. Durch die Selbstüberschätzung von Beorhtnoth, konnten die Dänen schließlich die Schlacht gewinnen und Beorhtnoth fand den Tod.